# Troféu Mário Lago
O Troféu Mário Lago (anteriormente conhecido como Conjunto da Obra) foi um prêmio honorário concedido por contribuições extraordinárias ao mundo do entretenimento. É concedido aos homenageados que fizeram uma marca significativa na indústria televisiva e musical. O primeiro a receber o prêmio foi o compositor, radialista e ator Mário Lago, tendo seu título alterado após a morte de Lago. Segundo Faustão, as principais referências para receber o prêmio são, além de uma carreira profissional de sucesso, versatilidade, dignidade e cumpridor de seu papel de cidadão. Até 2007, o prêmio era entregue no último domingo de cada ano junto com a entrega do prêmio Melhores do Ano no Domingão do Faustão, apresentado por Silva. Em 2021, com a saída de Faustão da TV Globo e condicionalmente com o fim do Domingão com Faustão, a entrega do prêmio foi extinta.

## Resumo
- Artista mais jovem a receber o prêmio: Glória Pires com 44 anos (2007).
- Artista mais velho a receber o prêmio: Mário Lago com 90 anos (2001).

## Receptores
| Ano  | Receptor | Receptor            | Estado             | Profissão             | Ref.   |
| ---- | -------- | ------------------- | ------------------ | --------------------- | ------ |
| 2001 |          | Mário Lago          | Rio de Janeiro     | Ator e poeta          | [ 1 ]  |
| 2002 |          | Laura Cardoso       | São Paulo          | Atriz                 | [ 1 ]  |
| 2003 |          | Paulo José          | Rio Grande do Sul  | Ator                  | [ 1 ]  |
| 2004 |          | Glória Menezes      | Rio Grande do Sul  | Atriz                 | [ 1 ]  |
| 2004 |          | Tarcísio Meira      | São Paulo          | Ator                  | [ 1 ]  |
| 2005 |          | Tony Ramos          | Paraná             | Ator                  | [ 1 ]  |
| 2006 |          | Lima Duarte         | Minas Gerais       | Ator                  | [ 1 ]  |
| 2007 |          | Glória Pires        | Rio de Janeiro     | Atriz                 | [ 1 ]  |
| 2008 |          | Gilberto Gil        | Bahia              | Cantor e compositor   | [ 2 ]  |
| 2009 |          | Antônio Fagundes    | Rio de Janeiro     | Ator                  | [ 3 ]  |
| 2010 |          | Hebe Camargo        | São Paulo          | Apresentadora         | [ 4 ]  |
| 2011 |          | Regina Duarte       | São Paulo          | Atriz                 | [ 5 ]  |
| 2012 |          | Roberto Carlos      | Espírito Santo     | Cantor e compositor   | [ 6 ]  |
| 2013 |          | Fernanda Montenegro | Rio de Janeiro     | Atriz                 | [ 7 ]  |
| 2014 |          | William Bonner      | São Paulo          | Jornalista            | [ 8 ]  |
| 2015 |          | Susana Vieira       | São Paulo          | Atriz                 | [ 9 ]  |
| 2016 |          | Mauro Mendonça      | Minas Gerais       | Ator                  | [ 10 ] |
| 2016 |          | Rosamaria Murtinho  | Pará               | Atriz                 | [ 1 ]  |
| 2017 |          | Caetano Veloso      | Bahia              | Cantor e compositor   | [ 11 ] |
| 2018 |          | Aracy Balabanian    | Mato Grosso do Sul | Atriz                 | [ 12 ] |
| 2018 |          | Arlete Salles       | Pernambuco         | Atriz                 | [ 12 ] |
| 2018 |          | Ary Fontoura        | Paraná             | Ator                  | [ 12 ] |
| 2018 |          | Eva Wilma           | São Paulo          | Atriz                 | [ 13 ] |
| 2018 |          | Francisco Cuoco     | São Paulo          | Ator                  | [ 12 ] |
| 2018 |          | Milton Gonçalves    | Minas Gerais       | Ator                  | [ 12 ] |
| 2018 |          | Nathalia Timberg    | Rio de Janeiro     | Atriz                 | [ 13 ] |
| 2018 |          | Nicette Bruno       | Rio de Janeiro     | Atriz                 | [ 12 ] |
| 2019 |          | Ney Latorraca       | São Paulo          | Ator                  | [ 14 ] |
| 2019 |          | Irene Ravache       | Rio de Janeiro     | Atriz                 | [ 14 ] |
| 2020 |          | Ivete Sangalo       | Bahia              | Cantora e compositora | [ 15 ] |